# Golfo del Siam
Il golfo del Siam (in thailandese อ่าวไทย, Ao Thai; [ʔàːw tʰāj] ; detto anche golfo della Thailandia) è un golfo "confinante" con il Mar Cinese Meridionale, di cui non fa parte, mentre entrambi sono parte dell'oceano Pacifico. Le sue acque bagnano Malaysia, Thailandia, Cambogia e Vietnam.

## Descrizione
La parte settentrionale del golfo è la baia di Bangkok, alla foce del fiume Chao Phraya, vicino a Bangkok. Il golfo si estende per circa 320.000 km² e il confine è la linea ideale che congiunge il capo Bai Bung nel Vietnam (appena a sud del delta del Mekong) alla città di Kota Bharu, in Malaysia.
Il golfo del Siam è relativamente poco profondo, il fondale meno profondo è di 45 m e quello più profondo è di soli 80 m. Ciò fa sì che i cambi di acqua siano lenti, e il forte influsso che viene dai fiumi abbassa la salinità (3,05-3,25 %); è anche molto ricco di sedimenti. Solo nei fondali più profondi con un'alta salinità dell'acqua fluisce dal golfo dal mar Cinese meridionale e colma quella centrale, di 50 m. I fiumi principali che sfociano nel golfo sono il Chao Phraya, il suo effluente Tha Chin) e il Mae Klong nella baia di Bangkok; nella provincia di Surat Thani scorre il fiume Tapi che getta le sue acque nella baia di Bandon, nella zona ovest del golfo. Sempre lungo la penisola malese si trova il fiume Pattani, che sfocia nei pressi della città omonima.
Durante l'era glaciale il golfo del Siam non esisteva; il livello del mare era molto più basso e i suoi odierni fondali erano una pianura contigua alla valle del fiume Chao Phraya. A causa del calore delle proprie acque, il golfo del Siam ospita alcune piccole barriere coralline e anche luoghi adatti a immersioni. Ci sono inoltre riserve petrolifere e di gas naturale. Il luogo turistico più noto è l'isola di Ko Samui, che si trova nella provincia di Surat Thani; sull'isola è ambientato il romanzo Le rane di Ko Samui di Paolo Agaraff; il golfo del Siam fa da sfondo a buona parte del romanzo La linea d'ombra di Joseph Conrad.

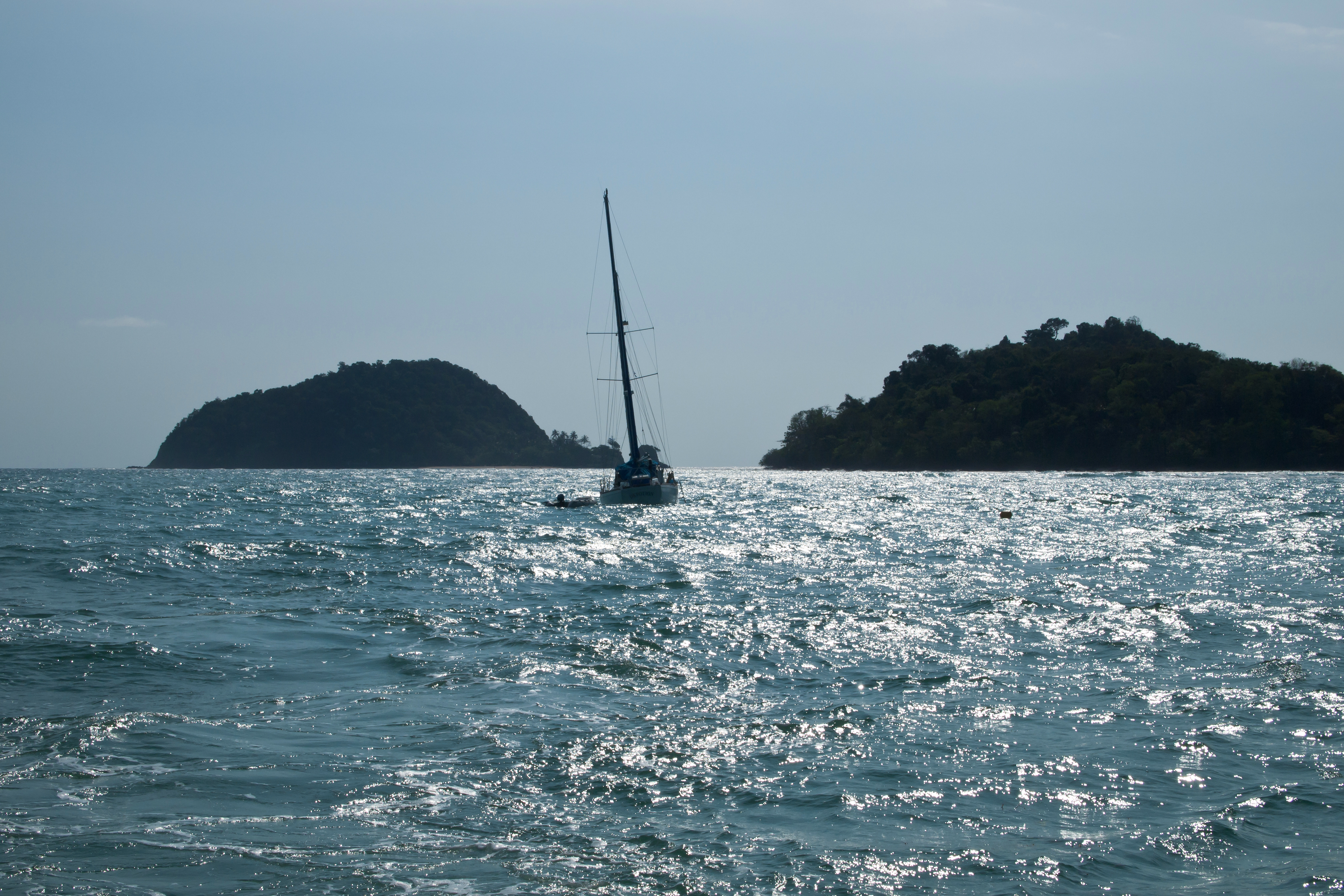
Koh Mak
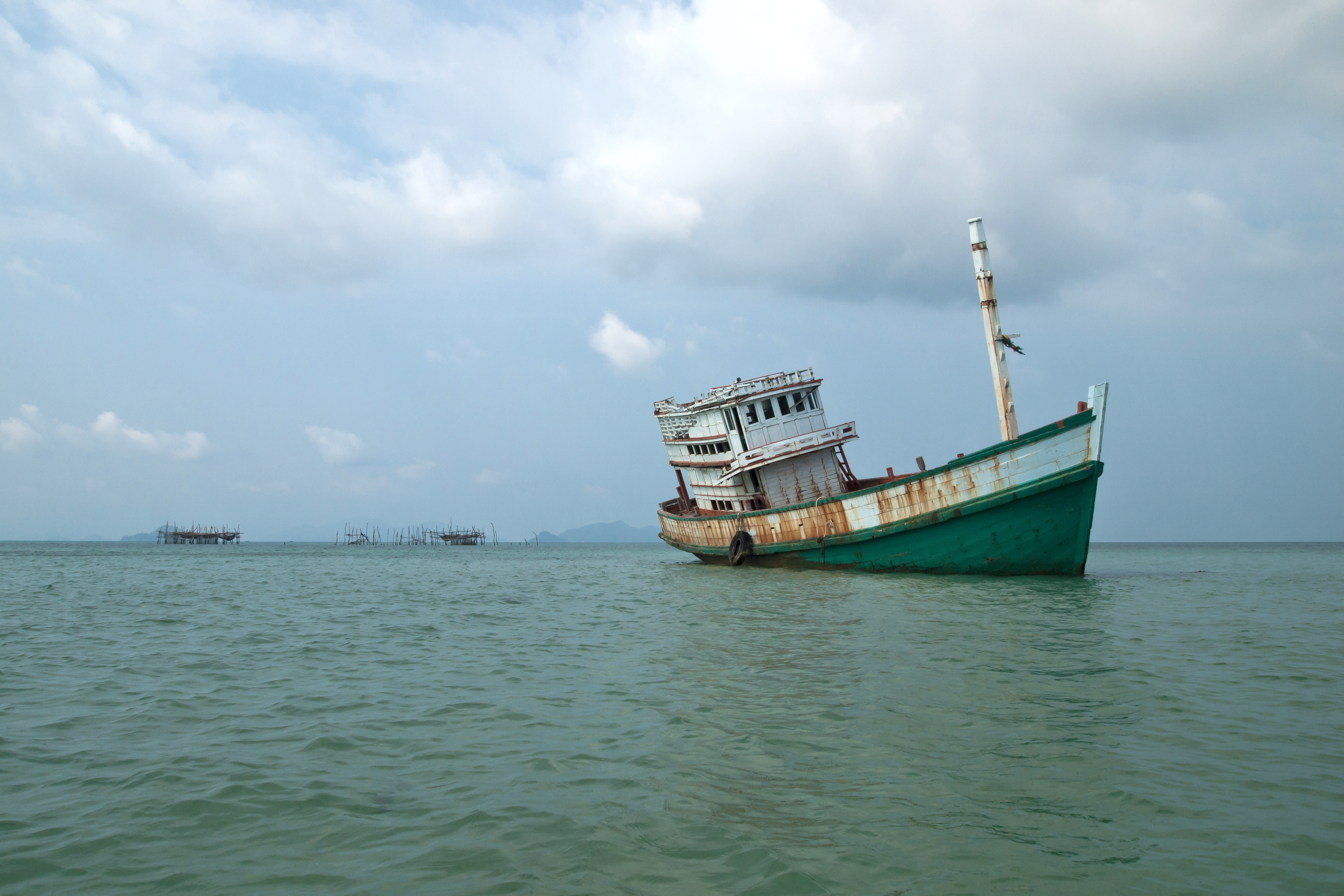
Koh Mak
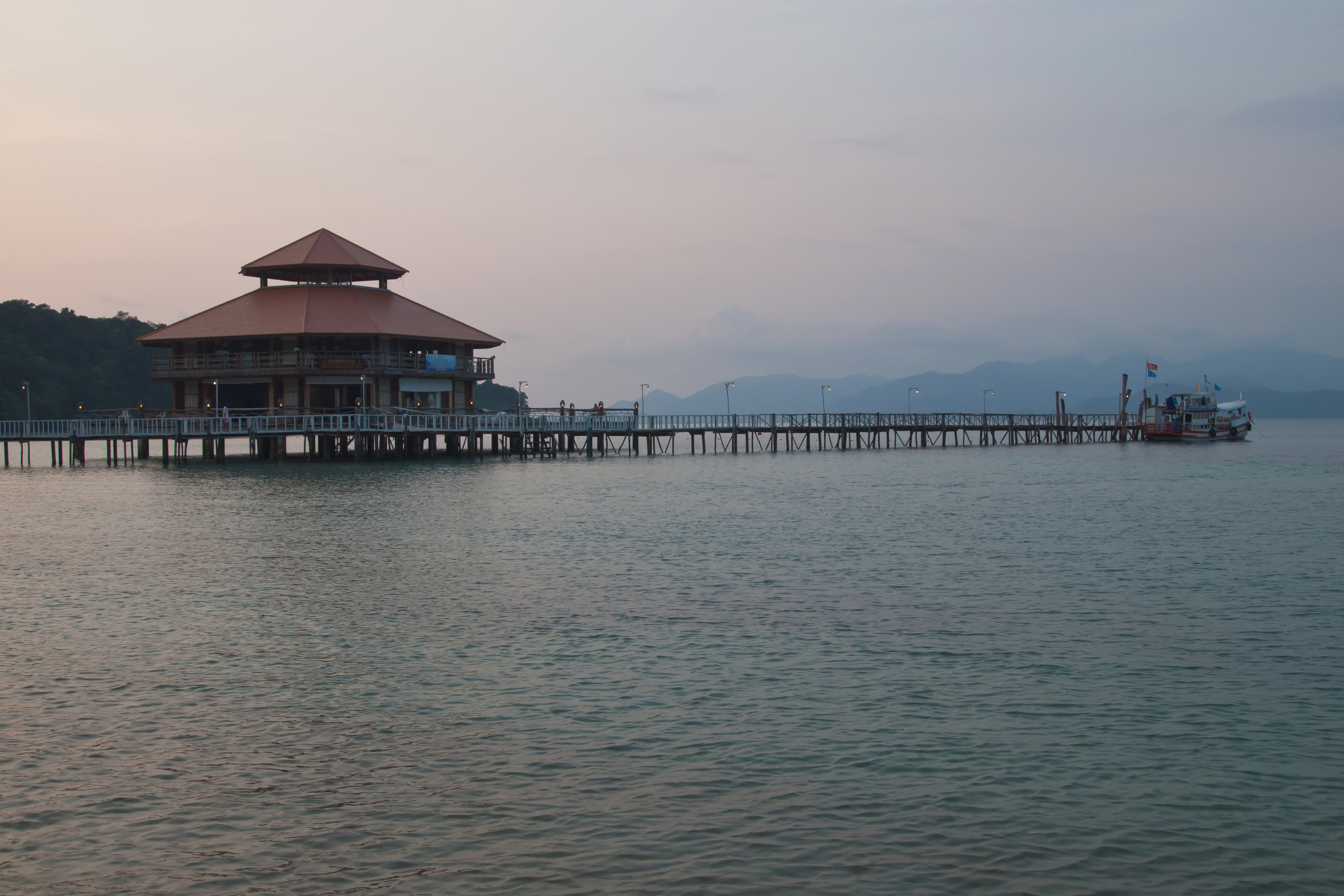
Koh Wai
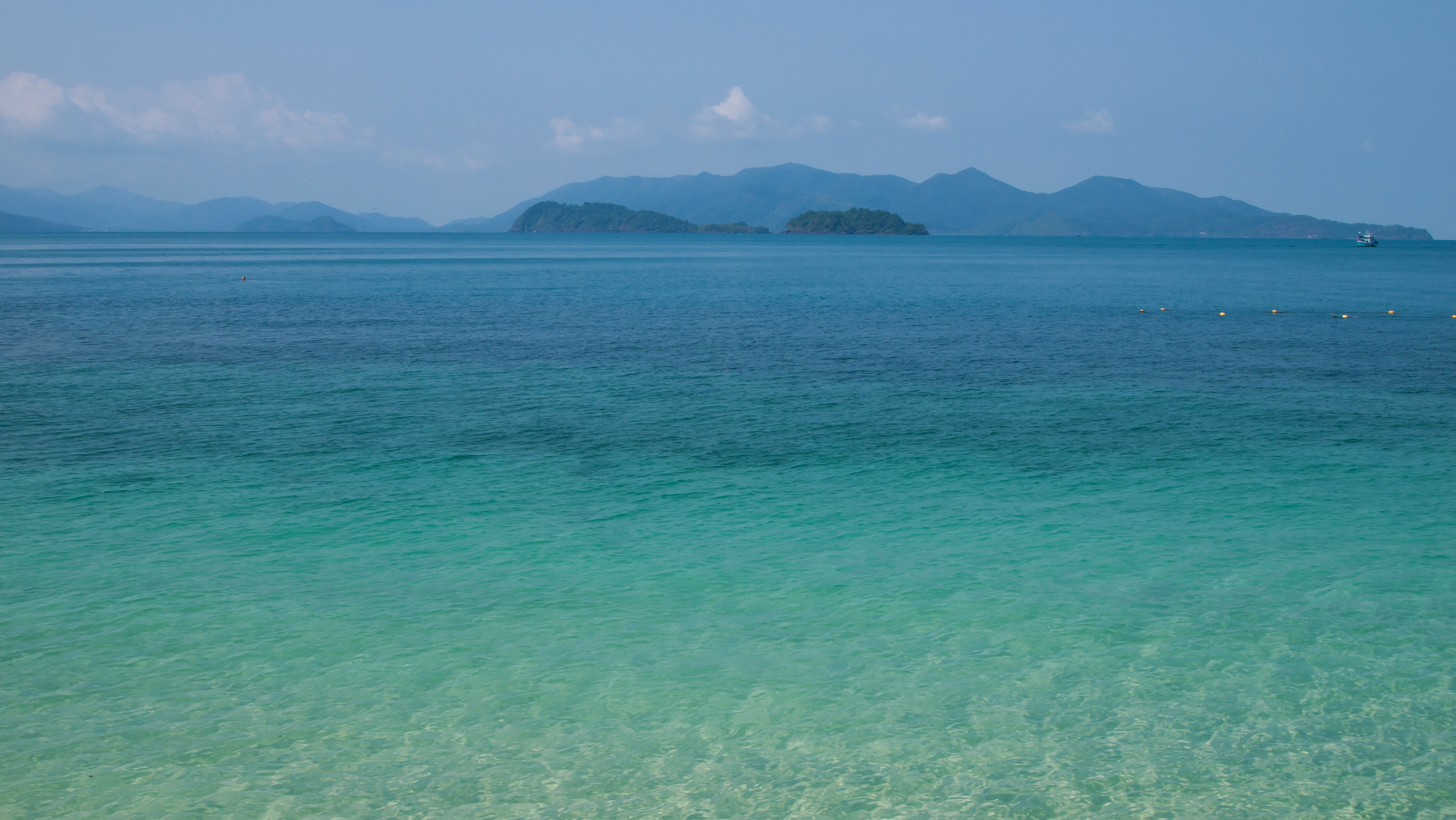
Koh Chang
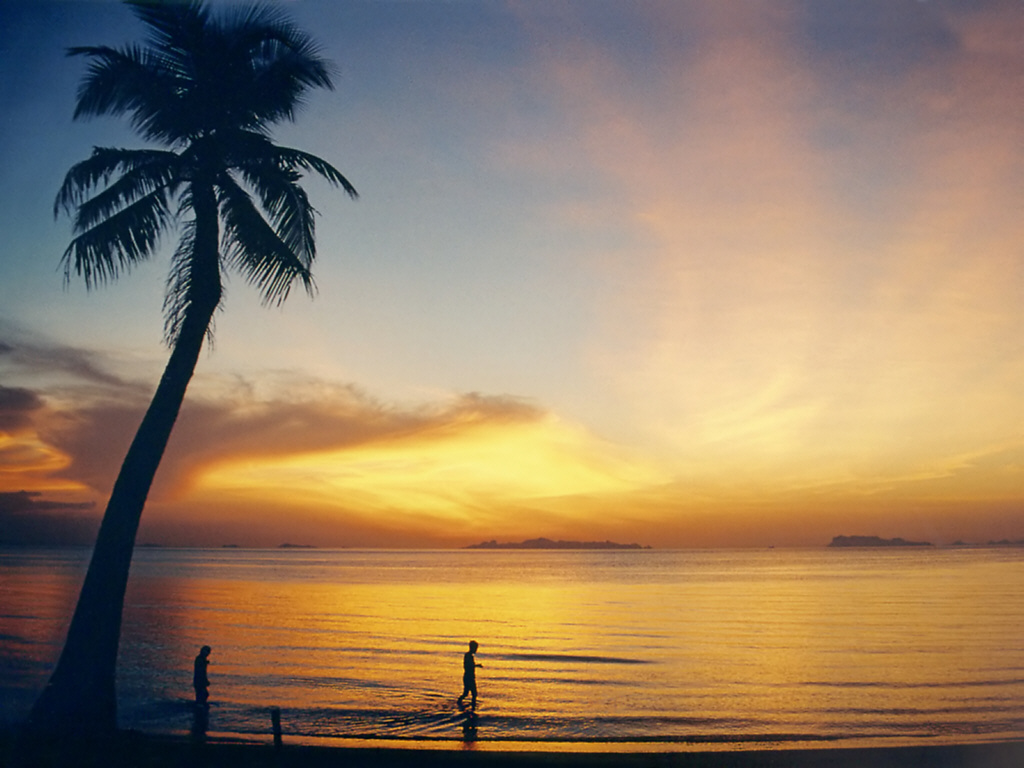
Koh Samui
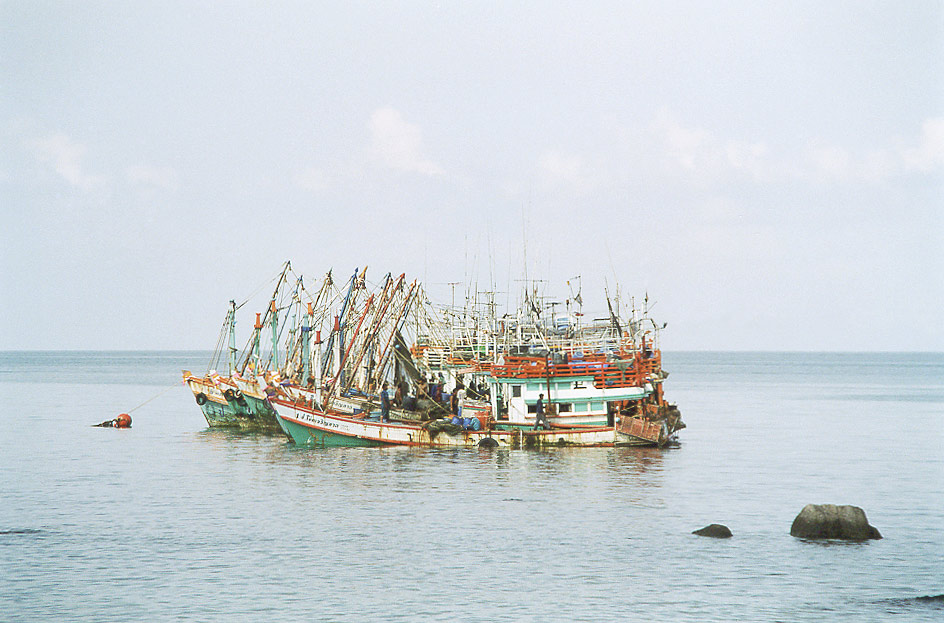
Koh Tao
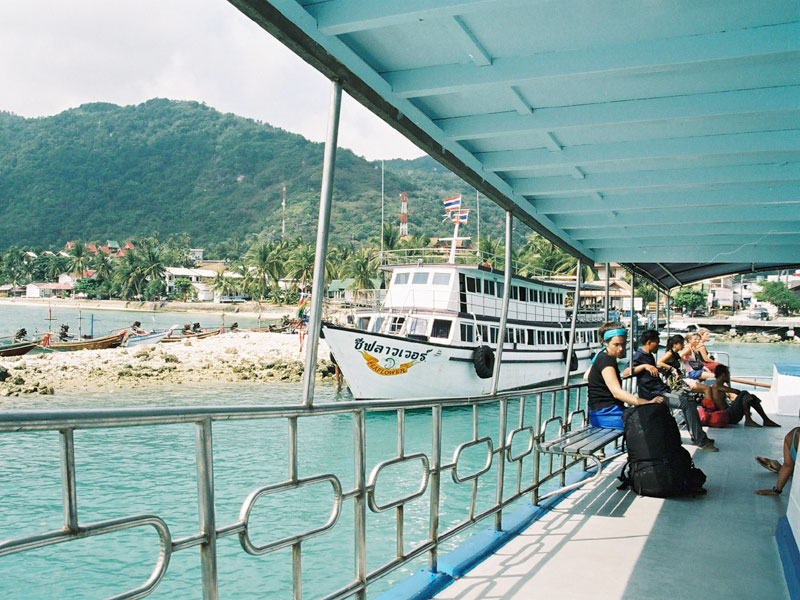
Koh Phangan